# Lagidium peruanum
Lagidium peruanum és una espècie de rosegadors de la família dels xinxíl·lids. És endèmica del Perú. El seu nom específic, peruanum, significa ‘peruà’ en llatí.